# زنبورخوار (سرده)
زنبورخوارها (نام علمی: Merops) سرده‌ای بزرگ از زنبورخواران جهان قدیم هستند که ویژگی‌شان، داشتن پرهایی با رنگ‌آمیزی‌های گوناگون، بدن باریک، و پرهای دم اغلب کشیده هستند. آن‌ها از حشراتی چون زنبور، زنبور بی‌عسل، و زنبور سرخ تغذیه و طعمه‌هایشان را در هوا شکار می‌کنند.
همهٔ اعضای تیره زنبورخواران در سرده زنبورخوارها هستند، به استثنای سه گونه زنبورخوار ریش‌دار که در زیرخانواده زنبورخوار قرار دارند (دو سردهٔ شام‌پرها و ریش‌زرشکی‌ها).

## رده‌بندی
سرده زنبورخوارها دارای اعضای زیر است:
- Little Bee-eater، Merops pusillus
- زنبورخوار گلوخرمایی، Merops persicus
- زنبورخوار سبز، Merops orientalis
- زنبورخوار گلوسفید، Merops albicollis
- Swallow-tailed Bee-eater، Merops hirundinaeus
- زنبورخوار دم‌آبی، Merops phillipinus
- زنبورخوار مشکی، Merops gularis
- Blue-headed Bee-eater، Merops muelleri
- Blue-moustached Bee-eater، Merops mentalis
- Red-throated Bee-eater، Merops bullocki
- White-fronted Bee-eater، Merops bullockoides
- Blue-breasted Bee-eater، Merops variegatus
- Cinnamon-chested Bee-eater، Merops oreobates
- Black-headed Bee-eater، Merops breweri
- Somali Bee-eater، Merops revoilii
- Böhm's Bee-eater، Merops boehmi
- Blue-throated Bee-eater، Merops viridis
- زنبورخوار ماداگاسکار، Merops superciliosus
- زنبورخوار آراسته، Merops ornatus
- زنبورخوار اروپایی، Merops apiaster
- Chestnut-headed Bee-eater، Merops leschenaulti
- Rosy Bee-eater، Merops malimbicus
- زنبورخوار کارماین شمالی، Merops nubicus
- Southern Carmine Bee-eater، Merops nubicoides